# 丘馬利 (烏克蘭)
49°42′29″N 25°39′11″E / 49.70806°N 25.65306°E
丘馬利（羅馬化：Chumali）是烏克蘭的村落，位於該國西部捷爾諾波爾州，由捷尔诺波尔区負責管轄，始建於1493年，面積1.03平方公里，2001年人口270，人口密度每平方公里261.6人。